# Edsta
Edsta – miejscowość (småort) w Szwecji w gminie Sundsvall w regionie Västernorrland. Około 68 mieszkańców.